# ديلان لويس
ديلان لويس (بالإنجليزية: Dylan Lewis)‏ هو ناقد موسيقي أسترالي، ولد في 1973 في Stirling, South Australia ‏ في أستراليا.

## وصلات خارجية
- ديلان لويس على موقع IMDb (الإنجليزية)
- ديلان لويس على موقع ميوزك برينز (الإنجليزية)
- ديلان لويس على موقع قاعدة بيانات الفيلم (الإنجليزية)